# C418
Daniel Rosenfeld (Karl-Marx-Stadt, 9 de maio de 1989), mais conhecido como C418, é um músico, produtor e engenheiro de som alemão, mais conhecido como compositor e designer de som do videogame Minecraft. Ele também escreveu e produziu o tema de Beyond Stranger Things e a trilha sonora do lançamento no Steam de Cookie Clicker. Ele também foi DJ da banda de rock americana Anamanaguchi.

## Biografia
Rosenfeld nasceu na Alemanha Oriental em 9 de maio de 1989, filho de pai soviético de ascendência alemã que trabalhava como ourives e mãe alemã. Ele aprendeu a criar música nas primeiras versões do Schism Tracker (um clone popular do Impulse Tracker) e de Ableton Live no início dos anos 2000, ambas ferramentas rudimentares na época. Foi seu irmão, Harry Rosenfeld, quem o apresentou à composição musical através do Impulse Tracker, comentando que "até um idiota" pode criar música com sucesso com ele. Seu irmão também era conhecido como C818, do qual ele escolheu o nome C418, alegando que o nome é "realmente enigmático e na verdade não significa nada". Rosenfeld também afirmou que era "medíocre na escola", mas aprender teoria musical básica e inglês foi fácil para ele.

### 2002–2009: Início de carreira
Depois de ser apresentado à produção musical por seu irmão, Rosenfeld começou a lançar músicas no Bandcamp depois que Danny Baranowsky sugeriu lançar suas músicas no site.
Em 2007, Rosenfeld iniciou um blog conhecido como "Blödsinn am Mittwoch" (português: "Bobagem na Quarta-Feira"), onde postava uma nova música toda semana. Isso foi mais ou menos na mesma época em que ele se interessou por desenvolvimento de jogos e áudio, o que resultou em sua adesão ao fórum independente de desenvolvimento de jogos TIGSource, onde se envolveu com vários jogos menores e desenvolvedores de jogos (entre eles, Rosenfeld lançou não oficialmente o trilhas sonoras de Zombie Dog in Crazyland e Mubbly Tower em seu site e blog antigo). Mais tarde, Rosenfeld começou a fazer discos e divulgá-los no blog e também no Bandcamp, como hobby.
Seu primeiro lançamento foi o EP BPS de 2007, e logo em seguida, em 2008, se desafiou a fazer um álbum de estúdio o mais rápido possível, por diversão, priorizando a quantidade em detrimento da qualidade, The Anything Director's Cut foi lançado em seu blog como BAM #30 e em seu Bandcamp, onde esteve disponível até ser removido em 2013, devido à antipatia de Rosenfeld pelo álbum.
Ainda em 2008, Rosenfeld lançou Mixes, um medley de 25 minutos contendo remixes de músicas postadas anteriormente no blog, também foram lançados o EP Sine, e seu segundo álbum de estúdio Zweitonegoismus, o álbum expressava seus sentimentos trabalhando em uma linha de montagem de fábrica. Rosenfeld mostrou o álbum a seu colega de trabalho antes de lançá-lo, no qual eles perguntaram "por que diabos [ele] ainda estava trabalhando lá".

### 2009–2013:Minecraft, tornando-se compositor freelancer, e One
No início de 2009, Rosenfeld começou a colaborar com o criador do Minecraft, Markus "Notch" Persson, por meio de um fórum na Internet chamado TIGSource. Rosenfeld foi responsável pelos efeitos sonoros e pela música do videogame Minecraft, ainda em andamento, de Persson. O mecanismo de som do ainda jovem jogo Java não era muito poderoso, então Rosenfeld teve que ser criativo em sua abordagem para criar efeitos sonoros e música.
Em janeiro de 2010, o quarto álbum de estúdio A Cobblers Tee Thug, um trabalho colaborativo com Sohnemann, amigo de Rosenfeld, foi lançado. Feito nos poucos dias que passaram juntos no Ano Novo, e eles se desafiaram, por diversão, a fazerem um LP completo juntos naquela época.
O álbum circle foi lançado em março de 2010, originalmente criado em 2008, e pretendia ser trilha sonora de um jogo indie inédito de mesmo nome, criado por um desenvolvedor desconhecido.
Em agosto de 2010, Rosenfeld lançou Life Changing Moments Seem Minor in Pictures. O álbum foi gravado enquanto Rosenfeld ainda residia na Alemanha, e no momento do lançamento do álbum, Rosenfeld foi convidado a trabalhar para o serviço militar após deixar seu emprego, no qual, em vez disso, fez outro trabalho. O álbum também contém a trilha sonora original de Ezo, um jogo que Rosenfeld desenvolveu de forma independente para Ludum Dare.
Em 2011 uma série de coletâneas com músicas de vários projetos foram lançadas gratuitamente no Bandcamp, incluindo Little Things, I Forgot Something, Didn't I. (um lado B de 72 Minutes of Fame), e Seven Years of Server Data.
Enquanto ainda trabalhava no Minecraft como artista freelancer, Rosenfeld não fazia parte da equipe da Mojang Studios, a empresa por trás do Minecraft. Rosenfeld ainda detém os direitos de todas as suas músicas no jogo, e lançou dois álbuns com músicas da trilha sonora de Minecraft. A primeira trilha sonora, Minecraft - Volume Alpha, foi lançada digitalmente em 4 de março de 2011 em sua página no Bandcamp.
Mais tarde naquele ano, quando o Minecraft se tornou disponível ao público em geral como um título de acesso antecipado, rapidamente se tornou popular. Rosenfeld, que até então havia trabalhado em uma linha de montagem para uma empresa em Stollberg, agora poderia buscar a música como sua principal fonte de renda. Isso inspirou seu álbum de estúdio de 2011, 72 Minutes of Fame. O conteúdo deste álbum gira principalmente em torno deste momento que definiu o estilo de vida de Rosenfeld. Este álbum foi o primeiro trabalho de Rosenfeld a ter lançamento físico (limitado). The Guardian comparou suas composições às de Brian Eno e Erik Satie por causa de sua qualidade ambiental minimalista.
Quase meio ano depois, começou a produção de um documentário sobre o desenvolvimento do Minecraft, intitulado Minecraft: The Story of Mojang. Rosenfeld foi convidado a criar a trilha sonora deste documentário, que foi incluído em seu álbum de 2012, One.

### 2013–2016:Minecraft - Volume Beta,0x10c,e outros projetos independentes
Em 9 de novembro de 2013, Rosenfeld lançou o segundo álbum da trilha sonora oficial de Minecraft, intitulado Minecraft - Volume Beta. Muitas das novas músicas foram adicionadas a recursos do jogo que não estavam presentes quando o primeiro lote de músicas foi produzido; ou seja, o Nether ou o The End. Em 2020, a trilha sonora foi lançada em formato físico pela Ghostly International e também foram lançadas reimpressões dos lançamentos físicos do Minecraft - Volume Alpha. Os lançamentos do Volume Beta consistiram em uma edição em CD duplo do álbum, um disco de vinil que veio em preto e uma cor vermelha "fogo" e uma edição limitada do vinil prensado em um material translúcido magenta que foi a princípio exclusivo da Europa, mas mais tarde internacionalmente.
Persson e Rosenfeld trabalharam juntos novamente após o sucesso de Minecraft na criação de um novo jogo, intitulado 0x10 c. O jogo nunca foi lançado, com Persson interrompendo a produção indefinidamente em agosto de 2013.
Em 2014, Rosenfeld lançou um EP contendo a música feita para 0x10 c. Foi lançado digitalmente com pouca publicidade; Rosenfeld acabou de enviar um tweet dizendo que estava disponível.
Em 2015, Rosenfeld lançou 148, que assim como 72 Minutes of Fame trazia uma quantidade significativa de conteúdo pessoal, embora um pouco mais escondido sob letras e efeitos.
Mais tarde naquele ano, a trilha sonora de Minecraft - Volume Alpha foi lançada em formato físico pela Ghostly International. Este lançamento consistiu em uma edição regular em CD do álbum, uma edição em vinil que vinha com um código para uma cópia digital do álbum e uma edição limitada do álbum prensada em vinil verde translúcido.
No mesmo ano, Rosenfeld sugeriu um potencial terceiro álbum para a trilha sonora de Minecraft, afirmando "Ainda trabalharei em Minecraft, então provavelmente haverá outro álbum". Em 2017, Rosenfeld confirmou o lançamento futuro, alegando que o álbum "ainda está longe de estar pronto".

### 2016–2021:2 Years of Failure,Excursionse mais música independentes
Rosenfeld lançou 2 Years of Failure em 2016, uma compilação exclusiva do Bandcamp de músicas feitas para projetos fracassados ou músicas que não caberiam em nenhum outro lugar. Várias músicas deste álbum foram feitas para um jogo abandonado que Rosenfeld descreveu como tendo uma vibração de "...troca de quebra-cabeças japoneses...". Este álbum também contém a trilha sonora original de Crayon Physics. Mais notavelmente, este álbum contém o remix de C418 da música tema de Stranger Things, que teve uma popularidade impressionante em 2018. Foi a música mais tocada na página pessoal do SoundCloud de Rosenfeld até ser removida junto com várias outras faixas devido ao vencimento da assinatura do SoundCloud Pro.
Ele lançou Dief em 2017. As músicas deste álbum foram criadas e utilizadas como trilha sonora para uma palestra informativa proferida na Game Developers Conference 2017 por Teddy Dief.
Após a atualização "Update Aquatic" do Minecraft de 2018, três novas músicas foram adicionadas ao jogo como música subaquática. Essas músicas - "Dragon Fish", "Shuniji", "Axolotl" - foram lançadas por Rosenfeld respectivamente em 9 de agosto, 10 de novembro e 12 de dezembro de 2018, no Spotify como singles. Todos eles serão incluídos no terceiro álbum. Rosenfeld confirmou no Twitter que o terceiro álbum não se chamará "Minecraft: Volume Gamma" seguindo o padrão dos 2 álbuns de Minecraft anteriores.
Em 20 de julho de 2018, Rosenfeld anunciou um álbum de estúdio, Excursions, com o lançamento de seu primeiro single, "Beton". Seu segundo single, "Thunderbird", foi lançado em 20 de agosto de 2018. O álbum foi lançado em 7 de setembro de 2018. Várias faixas em Excursions têm nomes de cafés em Austin, Texas, onde Rosenfeld mora atualmente em 2017.
Excursions foi lançado em CD e um LP de vinil limitado pela Driftless Recordings em janeiro de 2019 e reimpresso em 2021 em CD e vinil.
Em 2020, após o anúncio da adição de Steve ao jogo, seu trabalho não foi incluído no Super Smash Bros. Ultimate por vários motivos não revelados, embora uma explicação dada tenha sido por ser calmo demais para lutar. Faixas de outros compositores feitas para Minecraft Legacy Console Edition, Minecraft Dungeons e Minecraft Earth foram adicionadas em seu lugar.
Durante uma entrevista em janeiro de 2021 com Anthony Fantano, quando questionado se uma possível terceira parcela da trilha sonora estava em andamento, Rosenfeld respondeu: "Tenho algo, considero-o concluído, mas as coisas ficaram complicadas, especialmente porque o Minecraft é agora um grande propriedade. Então não sei".
Em maio de 2021, Rosenfeld lançou Branching Out. O EP contém a trilha sonora de Branch, um software de videoconferência da Dayton Mills.

### 2021–presente: Remaster deLife Changing Moments Seem Minor in Pictures,Ivy RoadeCookie Clicker
Em 16 de junho de 2021, Rosenfeld anunciou no Twitter que seu álbum de 11 anos antes, Life Changing Moments Seem Minor in Pictures seria remasterizado e lançado nas principais plataformas de streaming. O álbum anterior ao relançamento estava disponível apenas no Bandcamp.
Em julho de 2021, Rosenfeld, junto com Davey Wreden, Karla Zimonja e Annapurna Interactive anunciaram o lançamento de Ivy Road, um estúdio de jogos fundado por Wreden e cofundado por Zimonja. O estúdio está trabalhando em um jogo sem título, para o qual Rosenfeld está compondo a música.
Após o anúncio do lançamento de Ivy Road, em agosto de 2021 Rosenfeld anunciou que havia trabalhado na trilha sonora do jogo Cookie Clicker de 2013 quando ele estava sendo lançado no Steam. Em setembro de 2021, Rosenfeld lançou a trilha sonora.
Em 13 de março de 2022, Rosenfeld apresentou um DJ set com Anamanaguchi para sua turnê Scott Pilgrim vs. The World: The Game Soundtrack.
Em agosto de 2022, a Northway Games lançou I Was a Teenage Exocolonist. Rosenfeld e outros artistas musicais colaboraram na composição da trilha sonora do jogo. Sua contribuição foi a peça “Quiet”.

## Discografia
- Life Changing Moments Seem Minor in Pictures (2010)
- Minecraft – Volume Alpha (2011)
- 72 Minutes of Fame (2011)
- One (2012)
- Minecraft – Volume Beta (2013)
- 148 (2015)
- Dief (2017)
- Excursions (2018)

## Filmografia
| Ano  | Título                         | Diretor         | Tippo        |
| ---- | ------------------------------ | --------------- | ------------ |
| 2012 | Minecraft: The Story of Mojang | Paul Owens      | Documentário |
| 2017 | Beyond Stranger Things         | Michael Dempsey | Série de TV  |